# Porrerust
Porrerust eller Løg- og porrerust (Puccinia allii) er en rustsvamp, der snylter på levende dele af planter fra Løg-slægten. Angrebet ses som rustrøde eller orange småpletter på begge sider af porre- eller løgbladene. Før de egentlige sporehuse (pustler) dannes, ser man ofte små, hvidlige pletter på bladene. Pustlerne, som mest ses på ældre blade, er i begyndelsen dækket af en hinde, der senere sprækker, så sporerne tydeligt kan ses. Sommersporerne er orangerødlige, og de smitter af på fingrene ved berøring. Ved kraftige angreb kan bladene visne og miste deres sundhed. Sidst på sommeren kan der dannes sorte vintersporer. Disse ses ofte i purløg, men kun sjældent i porre.

## Værtplanter
Man formoder, at der findes en række specialiserede stammer af denne rustsvamp, som angriber forskellige arter inden for løgslægten. I naturen har man fundet svampen på adskillige arter. Blandt de dyrkede planter er svampen iagttaget på alle de mest kendte arter (og deres sorter), især hvor tæt plantebestand og højt kvælstof-niveau fremmer angrebet. Der kan konstateres sortsforskelle i modtagelighed, men ingen sorter er immune, og selv de mere hårdføre bliver angrebet, når smittetryk og klimaforhold gør det muligt.

## Berørte plantearter
- Allium cyaneum
- Almindelig Sandløg
- Honningløg
- Hvidløg
- Kepa-Løg
- Kølet Løg
- Middelhavs-Prydløg
- Pibe-Løg
- Porre
- Purløg
- Rosen-Løg
- Skov-Løg

## Eksterne links
- Plantedoktoren: Løgrust/Porrerust
- J.A. Parmetee: Puccinia allii on Garlic, an Interception (Webside ikke længere tilgængelig)
- Malcolm Storey: Puccinia allii Arkiveret 22. april 2009 hos  Wayback Machine
- The Royal Horticultural Society: Leek rust